# أوقطاي خان
أوقطاي خان (1186 - 1241) هو أول خلفاء جنكيز خان وثالث أبنائه (جوتشي - شقطاي -أوقطاي - تولوي) من زوجته الإمبراطورة بورته. تولى حكم الإمبراطورية المغولية مباشرة بعد وفاة جنكيز خان في 18 أغسطس 1227.

## الحكم
بعد موت جنكيز خان استلم أوقطاي خان، الابن الثالث للخان الراحل، الحكم عام 1229، وفقا لرغبة والده، وبعد أن أشرف أخوه الأصغر، تولى خان على أمور الإمبراطورية لسنتين، فاعتبر الحاكم الثاني للإمبراطورية. أرسل أوقطاي، بمجرد اعتلائه العرش، جنوده إلى السهوب التي تحكمها قبائل القبشاك، ليُخضع شعوب الباشقير والبلغار، وسرعان ما اتجه الجيش إلى تلك البلاد وأخضعها بعد أن تحالف الباشقير معهم. أما في الشرق، فكان الجيش المغولي قد أعاد نفوذ الإمبراطورية إلى جميع أنحاء منشوريا، فسحق سلالة شيا الشرقية، والتتار البحريين.
قاد الخان الكبير جيشه في حملة على أسرة جين، بعد أن أعاد الشوجينيون بناء أنفسهم وهزموا وحدة عسكرية مغوليّة، واحتل الجنرال «سوبوتاي» مدينة «كايفنغ» عاصمة الإمبراطور «وانيان شوسو»، بعد أن كان الأخير قد أمر بقتل المبعوث المغولي عام 1232، وبمساعدة أسرة «سونغ» تمكن المغول من القضاء نهائيا على سلالة جين عام 1234. لكن هذا التحالف الذي جاء متأخرا لم يفرض السلام بين الحليفين، حيث استرجع الجنود السونغيون المناطق التي كانت تحت حكمهم وخسروها لصالح الأسرة الزائلة، وقتلوا مناظرا مغوليّا أثناء ذلك. وفي هذه الفترة، كان الجنرال شورمقان، المُرسل من قبل أوقطاي، قد قضى على جلال الدين منكبرتي، آخر شاه للدولة الخوارزمية، والذي كان قد هزم القوات المغولية بالقرب من أصفهان عام 1229، وتقدم فاتحا أذربيجان، وجورجيا، وأرمينيا. أما الممالك الصغيرة في جنوب بلاد فارس، فقد تقبلت سلطان المغول عليها. كانت محاولة أوقطاي خان ضم شبه الجزيرة الكورية إلى الإمبراطورية أقل نجاحا بكثير من حملته السابقة، على الرغم من انتصار جيشه على الكوريين، حيث إن ملك سلالة غوريو استسلم ولكنه عاد وانتفض، وقتل المشرفون المغول والكوريون الموالون لهم.
أسس أوقطاي، بعد أن أنهى بناء عاصمته الجديدة، قراقورم، إدارات مغولية يرأسها مسلمون وقيتايون، في شمال الصين، تركستان، وبلاد ما وراء النهر، وكان ذلك ما بين عاميّ 1235 و1238، كما أنشأ عددا من مراكز إعادة التموين وشقّ الطرقات، وأنعم على الشعوب التي غزاها بالهدوء والاستقرار، إذ قمع السرقة والقرصنة وكل ما من شأنه أن يخل بالأمن. في هذا العهد، اشترك كل من «شيخيخوتغ»، أخ جنكيز خان اللاشقيق، و«يلو شوكاي»، أحد الحكام القياتيين، في حكم إدارتهما، تحت سلطة أوقطاي خان التي كان الجميع، من أقارب حكّام وجنرالات، يحترمونها ويهابونها. استمر أوقطاي بتقديم خيراته وإظهار كرمه للشعب، حتى بعد وفاة شقيقه تولي، عندما أصبح يُعاقر الخمر بكثرة، حيث خصص ذبح خروف واحد من بين كل مئة وأمر بتوزيعها على الفقراء.

باتو خان ينهب سوزدال في فبراير 1238، لوحة مصغرة عن الرسمة الأصلية من القرن السادس عشر.

قرر أوقطاي خان، في جلسة بالقوريلتاي، عام 1234، أن يغزو الأراضي التابعة لسلالة سونغ، القبشاك وحلفائهم الغربيين، والكوريين، وكل هؤلاء كانوا قد قتلوا مبعوثين مغولا. فأرسل 3 جيوش يقودها أبناؤه «كوشو» و«قوتن»، والجنرال التانغوتي «شاغان» لغزو جنوب الصين، فاحتلت الجيوش المغولية شيانغيانغ، ويانغتسي، وسيشوان، إلا أنهم لم يستطيعوا توجيه الضربة القاضية لأعدائهم، فقد استطاع الجنرالات الصينيون أن يسترجعوا شيانغيانغ عام 1239، كما توفي «كوشو» بشكل مفاجئ مما جعل الجيش المغولي مشلولا في جنوب الصين. غزا الأمير «قوتن» التبت بعد تراجع القوات في الصين.
في تلك الفترة، كان الجيش المغولي، بقيادة باتو خان ومستشاره «سوبوتاي»، قد اجتاح دول البلغار، الآلانيين، القبشاك، الباشقير، المورديفيين، والشوفاشيين، بالإضافة لبلدان شعوب أخرى تقطن جنوب السهوب الروسية. واجه هذا الجيش إمارة ريازان الروسية لأول مرة عام 1237، واستطاع، بعد حصار دام لثلاثة أيام وقصف عنيف، أن يدخل المدينة، حيث قاموا بذبح كل سكانها. وفي عام 1238 استطاع المغول تدمير جيش إمارة فلاديمير الكبرى في معركة نهر السيت، واستولوا على «مغاس»، عاصمة الآلانيين. وبحلول عام 1240 كانت جميع أراضي الروس السلاف، بما فيها كييف، قد سقطت بأيدي الغزاة الآسيويين ما عدا بضعة مدن شمالية، وقام المغول في فارس، تحت قيادة «شورمقان»، بوصل المناطق التي غزوها بمناطق باتو خان و«سوبوتاي»، وبهذا كانوا قد أجبروا النبلاء الجورجيين والأرمن على الاستسلام.
ساءت العلاقة بين جويوك، ابن أوقطاي الأكبر، بوري، حفيد خاغطاي، وباتو خان، خلال وليمة النصر التي أقاموها في جنوب روسيا بعد فتحهم لكل هذه المناطق، لكن كل من جويوك وبوري لم يستطيعا فعل شيء للإضرار بمركز باتو، طالما أن عمه، أي أوقطاي، ما زال حيّا. وفي هذا الوقت كان الأخير قد قام بغزو أوخ شريف، لاهور، وملتان، في سلطنة دلهي، وجعل مناظرا مغوليّا متمركزا في كشمير، كما قبل الجزية المعروضة عليه من مجلس ولاية غوريو، وقوّى مركزه مع الكوريين بالأساليب الدبلوماسية والقوة العسكرية. نقل مجلس غوريو عاصمته، في نهاية المطاف، إلى جزيرة خانغوان قبالة سواحل كوريا الجنوبية الحالية.

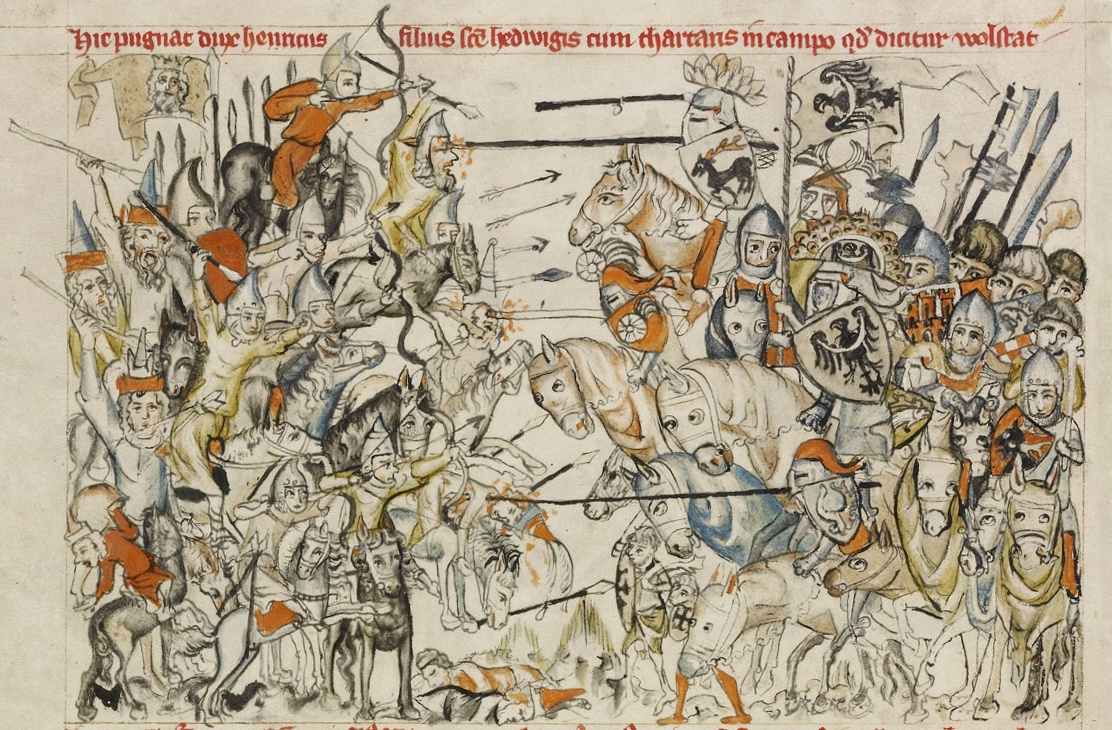
معركة ليغنيتسا عام 1241، منقولة عن لوحة من القرون الوسطى.

بعد غزو روسيا، تقدم المغول في غزوهم لقلب أوروبا، فسقطت في أيديهم كل من بولندة، المجر، وترانسلفانيا. وعندما نهب الجناح الغربي من الجيش المغولي المدن البولندية، تشكل حلف أوروبي يتألف من البولنديين، المورافيين، فرسان القديس يوحنا، الفرسان التيوتويين، وفرسان الهيكل، ليوقف الزحف المغولي عند مدينة ليغنيتسا بألمانيا. إلا أن المغول تمكنوا من الانتصار على أعدائهم، وهزموا المجريين وحلفاءهم الكرواتيين وفرسان الهيكل بالقرب من قرية «موهي»، بتاريخ 11 أبريل 1241، وبعد هذا الانتصار تقدم المغول لمواجهة جيوش بوهيميا، صربيا، بابنبورغ النمساوية، والإمبراطورية الرومانية المقدسة. وعندما وصلت قوات باتو لبوابة فينا وشمال ألبانيا، وصلته أنباء وفاة أوقطاي خان في ديسمبر 1241، وكما جرت العادة، كان على جميع الأمراء الخانات أن يحضروا جلسة القوريلتاي لانتخاب خليفة للخان المتوفى. انسحب الجيش المغولي الغربي من أوروبا الوسطى في السنة اللاحقة، فنجت أوروبا الغربية من هؤلاء الغزاة.